# Mallemolen (Gouda)
De Mallemolen of Molen van de Oostpolder in Schieland is een windmolen aan de Waddinxveense Wetering in de Nederlandse plaats Gouda.
De molen werd in 1804 als poldermolen gebouwd, in opdracht van het Ambacht Moordrecht. In 1863 ging de molen over naar de nieuw opgerichte Oostpolder in Schieland. De Mallemolen bleef tot 1904 in bedrijf. In dat jaar werd bij de molen een gemaal gebouwd, dat door een zuiggasmotor werd aangedreven. Een jaar later werd de molen onttakeld om verbouwd te worden tot woning voor de machinist van het gemaal.
In juni 2009 is men begonnen de Mallemolen te restaureren tot een maalvaardige molen voor educatieve doeleinden. Op 21 april 2010 is de kap geplaatst en is de Mallemolen na meer dan honderd jaar weer een complete molen geworden.